# Nathan Bedford Forrest Monument
Ne doit pas être confondu avec Nathan Bedford Forrest Statue.
Le Nathan Bedford Forrest Monument est une sculpture en bronze de Charles Henry Niehaus, représentant le général Nathan Bedford Forrest à cheval portant un uniforme de l'armée des États confédérés.
Auparavant installée à Memphis dans le Tennessee dans un parc nommé Forrest Park (il a été renommé depuis Health Sciences Park), elle est retirée le 20 décembre 2017 dans le cadre de contestations des symboles confédérés et de l'aspect controversé de Forrest, notamment vis-à-vis du Ku Klux Klan (KKK).
Forrest et sa femme été enterrés devant la statue, après y avoir été transférés du cimetière d'Elmwood (en) lors d'une cérémonie le 11 novembre 1904.
La statue a été coulée à Paris.